# مارک دیویس (بازیکن فوتبال، زاده ۱۹۶۹)
مارک دیویس (انگلیسی: Mark Davis؛ زادهٔ ۱۲ اکتبر ۱۹۶۹) بازیکن فوتبال اهل بریتانیا است.
از باشگاه‌هایی که در آن بازی کرده‌است می‌توان به باشگاه فوتبال دارلینگتون اشاره کرد.